# Tratado de Livre-Comércio entre Estados Unidos, América Central e República Dominicana

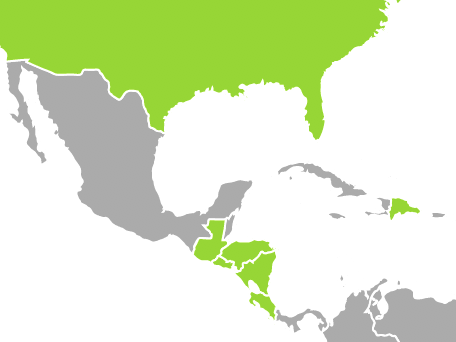
Países membros do CAFTA-RD.

O Tratado de Livre Comércio entre Estados Unidos, América Central e República Dominicana, comumente referido pela sigla CAFTA-DR em inglês, (em inglês, Central America Free Trade Agreement and Dominican Republic, e em espanhol, Tratado de Libre Comercio entre República Dominicana, Centroamérica y Estados Unidos de América) é um tratado de livre comércio (TCL) que pretende criar uma zona de livre comércio, que reduzirá e eliminará taxas alfandegárias entre os países membros.

## Países membros
- Costa Rica
- El Salvador
- Estados Unidos
- Guatemala
- Honduras
- Nicarágua
- República Dominicana

## Objetivos
- Passo intermediário para a criação da ALCA.
- Eliminar medidas protecionistas entre os países membros
- Eliminar subsídios (ver subsídio) na produção agrícola dos países membros
- Fortalecimento das regras trabalhistas da Organização Internacional do Trabalho
- Redução da corrupção nos governos
- Implantação de medidas anti-dumping nos países membros

## Críticas ao CAFTA-DR
O CAFTA-DR tem sido alvo de duras críticas, principalmente na América Central. A população centro-americana está preocupada com a implantação do CAFTA, em função do já existente NAFTA na América do Norte. Especialistas afirmam que o CAFTA seguirá o mesmo  modelo neoliberal (ver neoliberalismo) do NAFTA, que impulsionou grandes corporações e multinacionais e, ao mesmo tempo, alterou o quadro social mexicano, marcado pela exploração da mão de obra, além da privatização e desregularização dos serviços públicos. Também existem especulações de que o tratado possa promover a pauperização das classes média e alta da América Central.
Outro fator a ser considerado é o meio ambiente, que será ameaçado pelo crescimento da economia proporcionado pelo tratado aliado à fraca legislação ambiental (ver direito ambiental) dos países membros. Apesar de existir dentro do tratado, no Capítulo 17, observações sobre a conservação do meio ambiente, ecologistas afirmam que esse capítulo trata do problema de maneira muito superficial e simbólica, já que os itens ambientais do acordo não exigem, de fato, medidas para combates os abusos ao meio ambiente.
Ademais, uma das regras do CAFTA fala na extensão dos prazos das patentes (ver patente) da área farmacêutica, o que tornaria os medicamentos mais caros, afetando o sistema de saúde já precário dos países subdesenvolvidos. A postura radical dos Estados Unidos em matéria de direitos de autor e propriedade intelectual também pode por em risco a indústria de medicamentos genéricos (ver medicamento genérico) desenvolvida em alguns países centro-americanos nos últimos anos.
O acordo também aumentará a influência da potência mundial, os EUA, sobre os seis países membros do tratado. Isso pode significar, a longo prazo, interferências nos assuntos internos e perda de soberania de alguns Estados, preocupação justificada pelo imperialismo americano.
Muitos dizem que, recusando o tratado, a América Central pouco perderia, já que a maioria dos produtos exportados já entravam nos Estados Unidos com taxas aduaneiras reduzidas, graças à Iniciativa da Bacia do Caribe (ICB) desde 1984.
Apesar das maiores críticas ao acordo virem da América Central, no próprio Estados Unidos, alguns Republicanos temem o impacto do acordo na economia dos estados predominantemente agrícolas que terão de concorrer com os produtos centro-americanos.

## Argumentos a favor do CAFTA-DR
Apesar das críticas de alguns republicanos estadunidenses, outros afirmam que o CAFTA é um passo vital para a criação da ALCA, que tratá vários benefícios para o país. Além disso, o acordo abriria novos mercados para o setor manufatureiro yankee.
Para os centro-americanos preocupados com o acordo, representantes dos EUA afirmam que o país ajudará as nações a modernizarem suas economias, além de gerar muitos empregos nos primeiros anos do acordo. O próprio presidente da República Dominicana, Leonel Fernandéz, afirma que o CAFTA dará acesso permanente dos produtos centro-americanos ao mercado dos Estados Unidos. A Associação Dominicana de Zonas Francas declarou que o tratado gerará aproximadamente 52.000 novos postos de trabalho nesse setor num período de até três anos.
Um argumento bastante utilizado contra o CAFTA-DR era de que as indústrias da América Central estariam ameaçadas com a invasão dos produtos mais modernos vindos dos EUA, porém as taxas industriais da América Central já são tão baixas que o impacto sobre a economia não seria tão expressivo quanto o crescimento apresentado pela exportação do setor primário, afirmam economistas.
Aos ecologistas, o tratado também promete a criação de um Conselho de Assuntos Ambientais para preservar os países membros. Além de conseguir apoio financeiro dos Estados Unidos para investimentos ambientais, esse conselho também prevê medidas concretas para acabar com problemas ecológicos graves, contando com uma agenda de planejamentos desenvolvida para os próximos dez anos.
Os números também devem ser levados em conta quando se trata de assinar um tratado de comércio dessas dimensões: a importância do acordo é notável quando se leva em consideração que, depois do México, a América Central é o segundo maior consumidor externo de produtos americanos.
Além de outros benefícios, como o aumento das exportações e movimentação da economia, o acordo também promete aumentar investimentos estrangeiros sobre os países centro-americanos, além de promover a competição justa com o fim dos monopólios nacionais.